# Renata Śliwińska
Renata Śliwińska (ur. 5 września 1996 w Skwierzynie) – polska niepełnosprawna lekkoatletka specjalizująca się w konkurencjach rzutowych, mistrzyni świata dwukrotna wicemistrzyni świata, czterokrotna mistrzyni Europy. Występuje w klasyfikacji F40.
Uchwałą nr XXXIX/289/21 Rady Miejskiej w Skwierzynie z dnia 9 września 2021 otrzymała tytuł „Zasłużony Obywatel Skwierzyny”.

## Życiorys
Pochodzi ze Skwierzyny w województwie lubuskim. Urodziła się z niskim wzrostem. Lekkoatletykę zaczęła trenować w wieku 20 lat.
W 2016 roku wzięła udział w swoich pierwszych międzynarodowych zawodach w mistrzostwach Europy w Grosseto. Zdobyła tam dwa złote w medale w pchnięciu kulą (F40/41) i rzucie dyskiem (F40/41). Tego samego roku wystąpiła na igrzyskach paraolimpijskich w Rio de Janeiro. W zawodach rzutu dyskiem (F41) pobiła rekord świata w kategorii F40, lecz zajęła szóste miejsce. Podobne miejsce zajęła również w pchnięciu kulą (F40).
W roku 2017 zadebiutowała podczas mistrzostw świata w Londynie, zdobywając srebrny medal w pchnięciu kulą (F40), czterokrotnie bijąc swój rekord życiowy. Następnego roku na mistrzostwach Europy w Berlinie została mistrzynią Europy w pchnięciu kulą (F40), ustanawiając nowy rekord świata z wynikiem 8,50 metra. Na tych samych zawodach zdobyła także srebrny medal w rzucie dyskiem (F41).
Na mistrzostwach świata w 2019 roku w Dubaju ponownie zdobyła srebrny medal w pchnięciu kulą (F40). W zawodach rzutu dyskiem (F41) pobiła rekord świata w kategorii F40 i ostatecznie zajęła ósmą pozycję.
W 2021 odznaczona Krzyżem Oficerskim Orderu Odrodzenia Polski. Została uhonorowana nagrodą Złotych Kolców w 2022.

## Rekordy
- Rekordy świata[9]
  - Pchnięcie kulą (F40) – 9,35 (6 września 2020,  Chorzów[10])
  - Rzut dyskiem (F40) – 24,77 (3 czerwca 2021, Bydgoszcz)[11]
  - Rzut oszczepem (F40) – 23,37 (24 sierpnia 2020 Kraków)[12]

- Rekord paraolimpijski[13]
  - Rzut dyskiem (F40) – 23,34 (15 września 2019, Rio de Janeiro)

- Rekord mistrzostw świata[14]
  - Rzut dyskiem (F40) – 24,65 (12 listopada 2019, Dubaj)

- Rekordy Europy[15]
  - Pchnięcie kulą (F40) – 8,70 (19 września 2019, Sieradz)
  - Rzut dyskiem (F40) – 24,65 (12 listopada 2019, Dubaj)
  - Rzut oszczepem (F40) – 22,20 (24 czerwca 2017, Białystok)

- Rekordy mistrzostw Europy[16]
  - Pchnięcie kulą (F40) – 8,50 (22 sierpnia 2018, Berlin)
  - Rzut dyskiem (F40) – 21,54 (26 sierpnia 2018, Berlin)

## Wyniki
| Rok  | Zawody                   | Miejscowość    | Konkurencja             | Wynik | Pozycja    |
| ---- | ------------------------ | -------------- | ----------------------- | ----- | ---------- |
| 2016 | Mistrzostwa Europy       | Grosseto       | Pchnięcie kulą (F40/41) | 6,32  | 1. miejsce |
| 2016 | Mistrzostwa Europy       | Grosseto       | Rzut dyskiem (F40/41)   | 16,86 | 1. miejsce |
| 2016 | Igrzyska paraolimpijskie | Rio de Janeiro | Pchnięcie kulą (F40)    | 6,64  | 6. miejsce |
| 2016 | Igrzyska paraolimpijskie | Rio de Janeiro | Rzut dyskiem (F41)      | 23,34 | 6. miejsce |
| 2017 | Mistrzostwa świata       | Londyn         | Pchnięcie kulą (F40)    | 7,23  | 2. miejsce |
| 2017 | Mistrzostwa świata       | Londyn         | Rzut dyskiem (F41)      | 21,21 | 6. miejsce |
| 2018 | Mistrzostwa Europy       | Berlin         | Pchnięcie kulą (F40)    | 8,50  | 1. miejsce |
| 2018 | Mistrzostwa Europy       | Berlin         | Rzut dyskiem (F41)      | 21,54 | 2. miejsce |
| 2019 | Mistrzostwa świata       | Dubaj          | Pchnięcie kulą (F40)    | 8,62  | 2. miejsce |
| 2019 | Mistrzostwa świata       | Dubaj          | Rzut dyskiem (F41)      | 24,65 | 8. miejsce |
| 2021 | Mistrzostwa Europy       | Bydgoszcz      | Pchnięcie kulą (F40)    | 8,75  | 1. miejsce |
| 2021 | Mistrzostwa Europy       | Bydgoszcz      | Rzut dyskiem (F41)      | 24,77 | 2. miejsce |
| 2021 | Igrzyska paraolimpijskie | Tokio          | Pchnięcie kulą (F40)    | 8,75  | 1. miejsce |
| 2021 | Igrzyska paraolimpijskie | Tokio          | Rzut dyskiem (F41)      | 24,70 | 8. miejsce |